# Тюльпа Ігор Володимирович
І́гор Володи́мирович Тю́льпа (1990—2023) — український військовослужбовець, учасник російсько-української війни, кавалер ордена «За мужність» III ступеня.

## Життєпис
Народився 10 квітня 1990 року в селі Привілля На Сумщині, після закінчення школи навчався у Глухівському агротехнічному коледжі.
22 березня 2023 року призваний на військову службу.
Загинув 11 червня 2023 року внаслідок артилерійського обстрілу в місті Бахмут.
Без сина лишилась мати Валентина Тюльпа.
Похований в селі Привілля.

## Нагороди
- Орден «За мужність» III ступеня[3].